# Luksan Wunder
Luksan Wunder (manchmal auch WunderTütenFabrik) ist ein Comedy-Ensemble aus Berlin und Freiburg.
Kern ihrer Arbeit ist eine bestimmte Art von Humor zwischen Parodie, Meme-Kultur und Metawitzen, den die Gruppe in unterschiedlichen Medien und auf unterschiedlichen Plattformen (YouTube, Instagram, TikTok, Facebook, Vimeo) veröffentlicht.

## Ensemble
Luksan Wunder wurde 2015 von Sandro De Lorenzo Gardinal und Charlotte Hübsch gegründet, die auch die Haupt-Autoren des Kollektivs sind.
Zum Ensemble von Luksan Wunder gehören außerdem Das Videobuero, Felix Römer, Jan Geuer, YellowCookies, Sophia Henn, Katjana Gerz und Sarah Danzeisen sowie Sebastian Natto. Zahlreiche Formate entstehen in Zusammenarbeit mit der Band Manfred Groove, dem Independent-Musiklabel Rummelplatzmusik sowie dem Produktionsteam Audiotism.

## Formate
Der gleichnamige Youtube-Kanal hat über 125.000 Abonnenten und besteht seit Mai 2015; dort werden parodistische und satirische Videos veröffentlicht. Unter dem Namen Luksan Wunder sind über das Independent-Label Rummelplatzmusik außerdem vier Musikalben erschienen (2017, 2019, 2019, 2022) sowie zahlreiche Singles und EPs.
Seit November 2021 betreiben Luksan Wunder auch den Radio-Parodie-Podcast WTFM 100,Null, der von dem Onlinemagazin Übermedien im Dezember 2021 positiv wahrgenommen wurde.
Luksan Wunder haben über 1.500 Webvideos veröffentlicht und hierbei ein Repertoire an wiederkehrenden Figuren und Formaten kreiert. Zu den bekanntesten Formaten zählen Korrekte Aussprache, Literal Videos deutsch, wie man richtig… sowie das international erfolgreiche Video The most unsatisfying video ever made. Dieses Video verbreitete sich weltweit über unterschiedliche Seiten auf Facebook wie zum Beispiel 9GAG. Zahlreiche internationale Medien berichteten über das Video, was dazu führte, dass das Video ein weltweiter Viralhit wurde und allein bei Youtube fast 10 Mio. Klicks hatte. 2017 haben Luksan Wunder außerdem zusammen mit Manfred Groove und Audiotism in 24 Stunden ein komplettes Trap-Album geschrieben, komponiert, produziert, eingerappt, gemixt und gemastert. Dieser Prozess wurde von einem Livestream begleitet und das Album „24/7“ von Quemlem Swyne erschien 2017. 2019 realisierten Luksan Wunder für Arte in der Serie Square für Künstler eine Mockumentary über den fiktionalen Künstler Ortwijn van der Yaamen.
Luksan Wunder haben zahlreiche weitere Formate und Formatreihen entwickelt und veröffentlicht, unter anderem
- Wie klingt eigentlich?
- Reise(L)ust
- Unsachgemäße Betrachtungen
- Erweckt Euch! mit Dr. Wahrheit
- Sprechen wie im Internet
- Brigitte fährt Zug
- Netzkolleg Basiswissen

## Liveshow
Luksan Wunder haben seit 2019 eine Liveshow, die mehrfach ausgezeichnet ist und die auf zahlreiche Festival-Auftritte und drei eigene Touren verweisen kann. Die Show verbindet unterschiedliche Humor-Genres (Musikparodien, Sketch, Stand-Up-Comedy, Kabarett, Video sowie Rollen- und Formatcomedy) sowie unterschiedliche Humorfarben. Durch die schnelle Abfolge der einzelnen Beiträge entsteht der Eindruck einer skurril-durchgedrehten Varieté-Show mit den Mitteln des Internetzeitalters.

## WTFM 100,Null
Seit November 2021 veröffentlichen Luksan Wunder unter dem Namen WTFM 100,Null eine Audio-Sketch-Show, die als breit angelegte Parodie auf das gesamte Medium Radio angesetzt ist. In dieser Show werden zahlreiche Radio-Formate parodiert – die Parodien sind hierbei seltener auf konkrete Sendungen gerichtet, sondern eher auf archetypische Radioformate. Die Folgen sind im Schnitt etwa 20 bis 25 Minuten lang und enthalten durchschnittlich acht bis zehn Formate und drei bis fünf kurze Songs. Die Songs erscheinen häufig separat ausgekoppelt über Rummelplatzmusik. So enthält das 2022-Album Von 0 bis 18 ausschließlich Songs, die dem Podcast entstammen.
WTFM 100,Null hat ein festes Sprecher-Ensemble, das pro Folge zumeist von einem oder mehreren Gästen ergänzt wird (Gäste siehe Kollaborationen). Es umfasst Charlotte Hübsch, Sandro De Lorenzo Gardinal, Tim Sander, Felix Römer, C.J. Kuse, Jan Geuer, Sarah Danzeisen, Katjana Gerz, Max Williams, Ben Evers, Theodore Schickenberg und Friederike Dambach.
Die Musik stammt vorwiegend von Audiotism & Rummelplatzmusik, Jan Geuer, YellowCookies, Andreas Balicki, Sandro De Lorenzo Gardinal, Sarah Danzeisen und Christoph Brocke.

## Kollaborationen
Luksan Wunder haben zahlreiche Kollaborationen mit anderen Künstlern und Formaten realisiert. In unregelmäßigen Abständen veröffentlichen sie gemeinsame Formate mit dem Satireformat Der Postillon. Hierzu zählen gemeinsame Videos um den Verschwörungstheoretiker Dr Wahrheit sowie die Tutorial-Serie wie man richtig… und das Netzkolleg Basiswissen. Von 2019 bis 2021 hatten die Luksans zudem eine Video-Kolumne bei Rocket Beans TV im Stream-Programm. Mit den RocketBeans sind zudem einzelne Videoformate entstanden wie zum Beispiel 2018 das 3-teilige WM-Talkformat Birts WM(Otionen). Auch im Podcast WTFM 100,Null treten zahlreiche bekannte Künstler in Gastrollen auf, unter anderen Marc-Uwe Kling, Torsten Sträter, Suchtpotenzial, Ralph Ruthe, Nektarios Vlachopoulos, Manfred Groove und Sara Kelly-Husain.

## Weitere Veröffentlichungen
- 2017: Luksan Wunder – Nie wieder Mittwoch (Album – Rummelplatzmusik)
- 2019: Luksan Wunder – 33 kleine Welthits (Album – Rummelplatzmusik)
- 2019: Weltstars unterm Weihnachtsbaum (Album – Rummelplatzmusik)
- 2021: Wer rettet die Clubs? (Dokumentation – SWR / ARD-Mediathek)

## Auszeichnungen
- 2018: Webvideopreis Nominee für The most unsatisfying Video ever made
- 2019: German Brand Award für Kampagne SteSteSte
- 2020: Kleinkunstpreis Baden-Württemberg
- 2021: YouTube Creator Award Silver für 100.000 Abonnenten
- 2023: Deutscher Kleinkunstpreis (Förderpreis der Stadt Mainz)[29]
- 2025: Hallertauer Kleinkunstpreis[30]